# 阿尔坦
阿尔坦（法語：Arthun，法語發音：[aʁtœ̃]）是法国卢瓦尔省的一个市镇，位于该省中部偏西，属于蒙布里松区。

## 地理
阿尔坦（45°46'23"N, 4°2'2"E）面积13.88 平方千米，位于法国奥弗涅-罗讷-阿尔卑斯大区卢瓦尔省，该省份为法国中南部省份，北起顺时针与索恩-卢瓦尔省、罗讷省、伊泽尔省、阿尔代什省、上盧瓦爾省、多姆山省和阿列省接壤。
与阿尔坦接壤的市镇（或旧市镇、城区）包括：利尼翁河畔博安、比西-阿尔比约、圣阿加特-拉布特雷斯、圣富瓦-圣叙尔皮斯、圣西克斯特。
阿尔坦的时区为UTC+01:00、UTC+02:00（夏令时）。

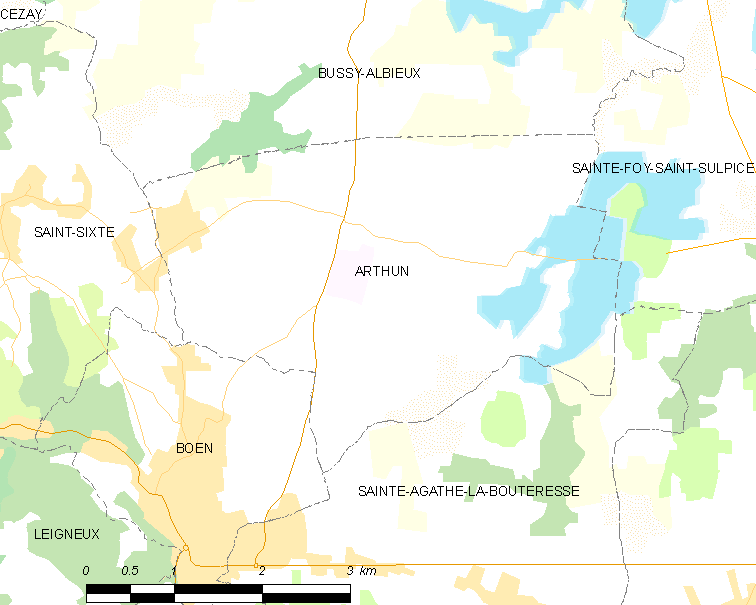
阿尔坦的OSM定位图

## 行政
阿尔坦的邮政编码为42130，INSEE市镇编码为42009。

## 政治
阿尔坦所属的省级选区为利尼翁河畔博安县。

## 交通
卢瓦尔省省道D8线、D42线、D68线和D3008线经过境内。

## 人口

1962-2008年间阿尔坦人口变化图示

阿尔坦于2022年1月1日时的人口数量为526人。